# 3 Pułk Artylerii (LWP)
3 pułk artylerii – oddział Wojsk Rakietowych i Artylerii ludowego Wojska Polskiego.
Pułk wchodził w skład 3 Pomorskiej Dywizji Zmechanizowanej im. Romualda Traugutta. Stacjonował w garnizonie Chełm.

## Struktura organizacyjna
- dowództwo, sztab
- bateria dowodzenia
  - plutony: rozpoznania, łączności, topograficzno-rachunkowy, rozpoznania dźwiękowego
- dywizjon haubic 122 mm
- dywizjon haubic 152 mm
- pluton przeciwlotniczy
- kompanie: zaopatrzenia, remontowa, medyczna

Razem w pułku artylerii: 18 haubic 122 mm, 18 haubic 152 mm i 4 zestawy ZU-23-2.